# Los MVP's: Special Edition
Los MVP's: Special Edition es la edición especial del álbum Los MVP del dúo de reguetón proveniente de Puerto Rico Angel & Khriz. Publicado el 18 de abril de 2006 bajo los sellos MVP Records y Machete Music.

## Lista de canciones

### CD
| N.º | Título                                            | Productor(es)                 | Duración |  |
| 1.  | «Fua»                                             | Nely                          | 3:14     |  |
| 2.  | «Flow de Barrio»                                  | Nely                          | 3:05     |  |
| 3.  | «De Lao a Lao» (feat. Gocho)                      | Mr. G • Nely                  | 3:32     |  |
| 4.  | «Te Quiero Ver Hoy»                               | Luny Tunes • Eliel            | 3:18     |  |
| 5.  | «Ram Pa Pan» (feat. John Eric)                    | Barbosa • DJ Pablo            | 2:52     |  |
| 6.  | «Los MVP»                                         | N.O.T.T.Y. • Cheka • DJ Sonic | 2:36     |  |
| 7.  | «Ven Bailalo»                                     | Luny Tunes • Mr. G            | 4:10     |  |
| 8.  | «De Casería» (feat. Divino)                       | Nely                          | 2:57     |  |
| 9.  | «Todo Te Lo Di» (Solo por Ángel)                  | Barbosa • Noriega             | 2:55     |  |
| 10. | «A Misionar» (feat. Héctor el Father)             | Nely                          | 3:35     |  |
| 11. | «Vamos Perros»                                    | Luny Tunes • Nely             | 2:58     |  |
| 12. | «Siéntate»                                        | Barbosa • DJ Pablo            | 2:41     |  |
| 13. | «Crónicas de Una Super Estrella» (Solo por Khriz) | DJ Sonic                      | 4:18     |  |
| 14. | «Ven Bailalo (Bachata/Merengue Mix)»              | Luny Tunes • Mr. G            | 3:32     |  |

### DVD
| N.º | Título                    | Productor(es)             | Duración |  |
| 15. | «Ven Bailalo/Fua (Vídeo)» | Luny Tunes • Mr. G / Nely | 6:05     |  |